# Gårdsjö, Sunne kommun
Gårdsjö är en bebyggelse sydost om Sunne nordost om Gårdsjön i Sunne socken i Sunne kommun. Från 2015 avgränsar SCB här en småort.